# فرودگاه بانکسی
فرودگاه بانکسی (به انگلیسی: Bancasi Airport) (به زبان بومی: Paliparan ng Bancasi) یک فرودگاه همگانی مسافربری با کد یاتا BXU است که یک باند فرود آسفالت دارد و طول باند آن ۱۹۶۶ متر است. این فرودگاه در کشور فیلیپین قرار دارد و در ارتفاع ۴۳ متری از سطح دریا واقع شده‌است.

## شرکت‌های هواپیمایی و مقصدهای پروازی
| شرکت‌های هواپیمایی                      | مقصدهای پروازی           |
| -------------------------------------- | ------------------------ |
| سبو پسیفیک                             | نینوی آکوئینو            |
| سبو پسیفیک اجرا توسط Cebgo             | مکتان-کبو                |
| فیلیپین ایرلاینز اجرا توسط PAL Express | مکتان-کبو، نینوی آکوئینو |